# Will Estes
William "Will" Estes  Nipper (Los Ángeles, California; 21 de octubre de 1978) es un actor estadounidense, más conocido por haber dado vida a Will McCullough en la serie The New Lassie, a JJ Pryor en la serie American Dreams y actualmente por interpretar a Jamie Reagan en la serie Blue Bloods.

## Biografía
Es buen amigo de la actriz Vanessa Ray.
En el 2004 salió brevemente con la actriz Jennifer Love Hewitt, pero la relación terminó poco después.

## Carrera
Will ha aparecido en comerciales para "Kellog's", "Mitsubishi", "Toyota", "Captain Crunch", "Skippy Peanut Butter", "Hanes", "Cheerios" y "Desex and the City".
También aparece en el videoclip del grupo bon jovi "It's my life".
En 1988 reemplazó brevemente al actor Justin Gocke en el personaje de Brandon DeMott Capwell en la serie Santa Barbara.
En 1989 se unió al elenco de la serie The New Lassie donde interpretó al pequeño Will McCullough, hasta el final en 1992.
En 1993 prestó su voz para el personaje del joven Jonny Quest en la película animada Jonny's Golden Quest.
En 1995 se unió al elenco principal de la serie Kirk donde dio vida a Cory Hartman, uno de los hermanos de Kirk Hartman (Kirk Cameron), hasta 1996.
En 1997 se unió al elenco recurrente de la serie The Secret World of Alex Mack donde interpretó a Hunter Reeves, un joven que llega a Paradise Valley para investigar la desaparición de su padre y quien pronto se convierte en el confidente y novio de Alexandra "Alex" Mack (Larisa Oleynik), hasta el final de la serie en 1998.
Ese mismo año se unió al elenco principal de la serie Meego donde interpretó a Trip Parker, un joven que junto a sus hermanos descubren a un alíen, hasta el final de la serie ese mismo año. El papel de Trip fue interpretado por el actor Erik von Detten en el episodio piloto.
En 1998 se unió al elenco de la serie Kelly Kelly donde interpretó a Sean Kelly, uno de los hijos de Kelly Novak (Shelley Long).
En 1999 apareció como invitado en varios episodios de la serie 7th Heaven donde interpretó a Andrew Nayloss, un joven que sale brevemente con Lucy Camden, hasta el 2000.
En el 2000 se unió al elenco de la película U-571 donde interpretó al marinero Ronald "Rabbit" Parker, el encargado de los torpetos.
En el 2002 se unió al elenco principal de la nueva serie American Dreams donde interpretó al exjugador de fútbol y soldado John J. "JJ" Pryor Jr, el hijo mayor de John Pryor (Tom Verica), hasta el final de la serie en el final de la serie en el 2005.
En el 2005 apareció en un comercial para la televisión de "Desex and the City".
Ese mismo año se unió al elenco de la serie Reunion donde interpretó a Will Malloy, hasta la cancelación de la serie en el 2006.
En el 2010 se unió al elenco principal de la serie Blue Bloods donde interpreta al oficial de la policía Jamison "Jamie" Reagan, el hijo menor del comisionado de la policía Francis "Frank" Reagan (Tom Selleck), hasta la cancelación de la misma en 2024.
En el 2012 apareció en la película The Dark Knight Rises donde interpretó al oficial de la policía Simon Jansen.

## Filmografía

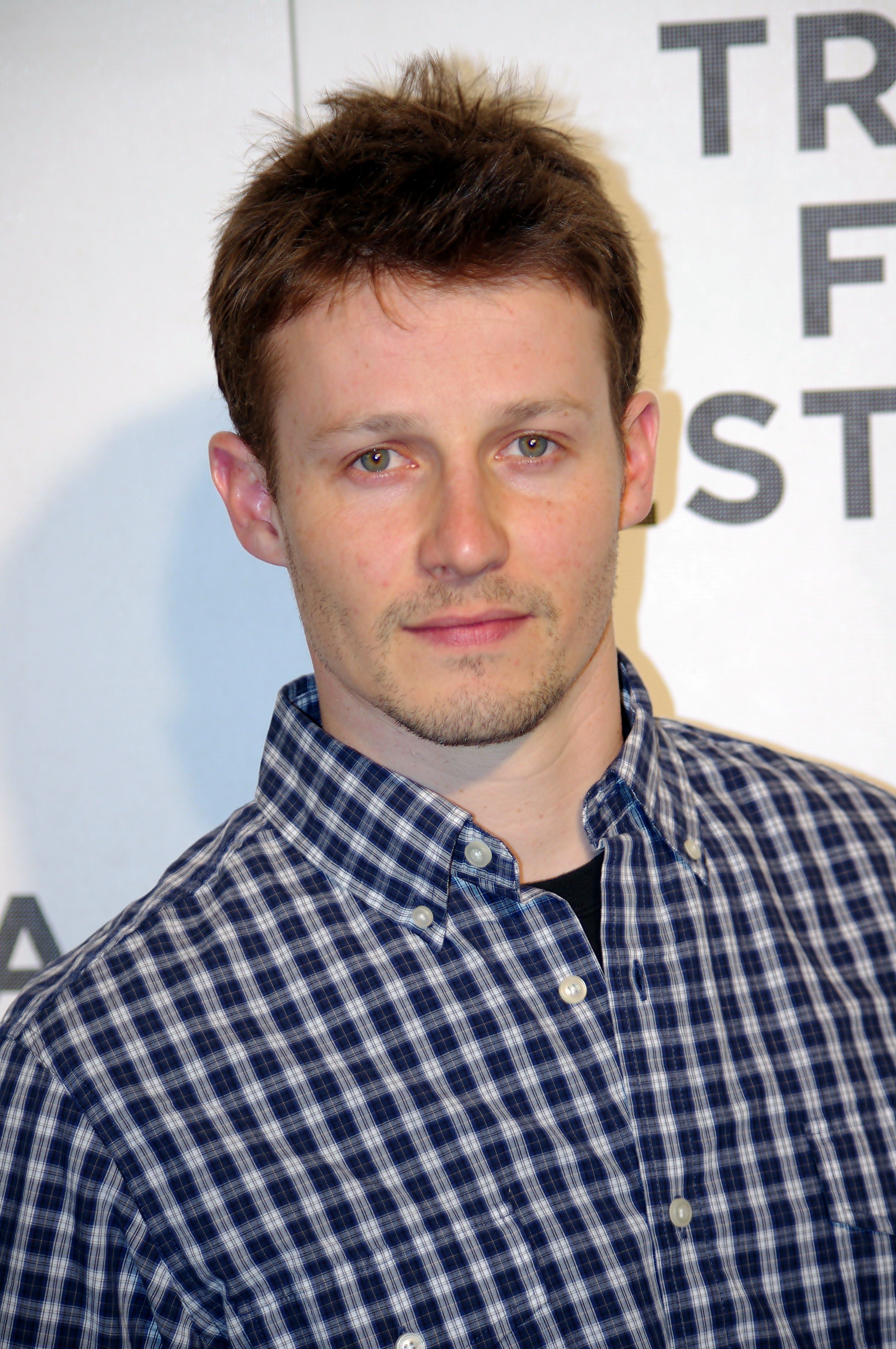
Will durante el estreno de "The Bang Bang Club" en el 2011.

### Series de televisión
| Año         | Serie                         | Personaje                                | Notas                                             |
| ----------- | ----------------------------- | ---------------------------------------- | ------------------------------------------------- |
| 2010 - 2024 | Blue Bloods                   | Jamie Reagan                             | 142 episodios                                     |
| 2009        | The Cleaner                   | -                                        | episodio "Crossing the Threshold"                 |
| 2009        | In Plain Sight                | Henry Atkins / Henry Adams               | episodio "Gilted Lily"                            |
| 2008        | Eleventh Hour                 | Kevin Pierce                             | episodio "Surge"                                  |
| 2005 - 2006 | Reunion                       | Will Malloy                              | 13 episodios                                      |
| 2006        | Law & Order: SVU              | Adam Halder                              | episodio "Class"                                  |
| 2002 - 2005 | American Dreams               | JJ Pryor                                 | 61 episodios                                      |
| 2000        | The Fugitive                  | Jesse Larson                             | episodio "Guilt"                                  |
| 1999 - 2000 | 7th Heaven                    | Andrew Nayloss                           | 5 episodios                                       |
| 1998        | Kelly Kelly                   | Sean Kelly                               | 7 episodios                                       |
| 1998        | Diagnosis Murder              | Erik Fincher                             | episodio "An Education in Murder"                 |
| 1997 - 1998 | The Secret World of Alex Mack | Hunter Reeves                            | 6 episodios                                       |
| 1997        | Meego                         | Trip Parker                              | 12 episodios                                      |
| 1995 - 1996 | Kirk                          | Cory Hartman                             | 31 episodios                                      |
| 1994 - 1996 | Boy Meets World               | Alex / Dylan                             | 3 episodios                                       |
| 1995        | Full House                    | Andrew                                   | 2 episodios                                       |
| 1994        | Step by Step                  | Kevin Philips                            | episodio "Growing Up Is Hard to Do"               |
| 1993        | Rhythm & Jam                  | Joven en la Calle                        | miniserie                                         |
| 1993        | Harry and the Hendersons      | Brad                                     | episodio "Harry, the Mascot"                      |
| 1993        | It Had to Be You              | Christopher Quinn                        | 6 episodios                                       |
| 1992        | Baywatch                      | Cooper                                   | episodio "The Chamber"                            |
| 1989 - 1992 | The New Lassie                | Will McCullough                          | 35 episodios                                      |
| 1991        | The Legend of Prince Valiant  | Joven del Establo/Squire                 | episodio "The Lesson Twice Learned"               |
| 1988, 1989  | Highway to Heaven             | Samuel Hays (a los 7) / Louis (a los 11) | 2 episodios                                       |
| 1989        | Murphy's Law                  | George Segal                             | episodio "Doing It the Hard Way Is Always Easier" |
| 1988        | Santa Barbara                 | Brandon DeMott Capwell                   | -                                                 |

### Películas
| Año  | Título                                    | Personaje          | Notas                                                                                                |
| ---- | ----------------------------------------- | ------------------ | --- |
| 2014 | Anchors                                   | Dylan              | junto a Devin Kelley, Tom Pelphrey y Gillian Alexy                                                   |
| 2013 | Automotive                                | Kansas             | junto a Emily Baldoni, Tessa Thompson, Ross McCall, Pippa Scott, Jim Hanks y Matthew del Negro       |
| 2013 | Line of Duty                              | Vendedor           | junto a Jeremy Ray Valdez, Walter Perez, Will Rothhaar, Vivica A. Fox y Sean Patrick Flanery         |
| 2012 | The Dark Knight Rises                     | Simon Jansen       | junto a Gary Oldman, Christian Bale, Daniel Sunjata, Aidan Gillen y Sam Kennard                      |
| 2012 | Shadow of Fear                            | Morgan Pierce      | junto a Amanda Righetti, Harry Hamlin, Catherine Hicks, Eric Szmanda y Justin Baldoni                |
| 2011 | Magic Valley                              | Jimmy Duvante      | junto a Scott Glenn, Kyle Gallner, Alison Elliott, Brad William Henke y Johnny Lewis                 |
| 2009 | Not Since You                             | Billy Sweetzer     | junto a Desmond Harrington, Kathleen Robertson, Christian Kane, Jon Abrahams y Sunny Mabrey          |
| 2009 | Angels and Fire                           | Cpl. Anderson      | corto - junto a Tim Abell, Dotan Baer, Jon Barton y Wade Harlan                                      |
| 2008 | Squeegees                                 | Pee-Wee Machachi   | junto a Adam Countee, Brendan Countee, Marc Gilbar y Aaron Greenberg                                 |
| 2007 | Luz del mundo                             | Jack Kerouac       | junto a Dominik García-Lorido, Rojo Grau y Austin Nichols                                            |
| 2005 | The Dive from Clausen's Pier              | Mike Mayer         | junto a Michelle Trachtenberg, Sean Maher, Kristin Fairlie, Dylan Taylor y Matthew Edison            |
| 2005 | The Drive                                 | Aaron              | corto - junto a James L. Eddy, Aaron Richmond, Rachel Roth y Darren Schaible                         |
| 2004 | See You in My Dreams                      | Ben                | junto a Aidan Quinn, Jacinda Barrett y Cheech Marin                                                  |
| 2004 | Charity                                   | Hombre Repo        | corto - junto a Allie Raye, Brent Almond y Carly Ryan                                                |
| 2002 | May                                       | Chris              | junto a Angela Bettis, Jeremy Sisto, Anna Faris, James Duval, Nichole Hiltz y Kevin Gage             |
| 2001 | New Port South                            | Chris              | junto a Blake Shields, Melissa George, Brad Eric Johnson, Gabriel Mann y Todd Field                  |
| 2001 | Mimic 2                                   | Nicky              | junto a Alix Koromzay, Bruno Campos, Edward Albert, Jon Polito y Michael Tucci                       |
| 2001 | The Familiar Stranger                     | Ted Welsh          | junto a Margaret Colin, Jay O. Sanders, Aaron Ashmore, Michael Cera y George R. Robertson            |
| 2000 | Terror Tract                              | Sean Goodwin       | junto a Brenda Strong, Shonda Farr, Barbara Jansen, Jerry Day y Branwen Mayfair                      |
| 2000 | U-571                                     | Ronald Parker      | junto a Matthew McConaughey, Bill Paxton, Harvey Keitel, Bon Jovi, David Keith y Thom Kretschmann    |
| 1999 | Blue Ridge Fall                           | Taz                | junto a Peter Facinelli, Jay R. Ferguson, Rodney Eastman, Chris Isaak y Heather Stephens             |
| 1995 | Brothers' Destiny                         | Michael Murphy     | junto a Danny Aiello, Rick Aiello, Robin Dunne, Daniella Evangelista y Kris Kristofferson            |
| 1995 | How to Make an American Quilt             | Joven en la Fiesta | junto a Kate Capshaw, Adam Baldwin, Winona Ryder, Dermot Mulroney, Ellen Burstyn y Anne Bancroft     |
| 1993 | Once Upon a Forest                        | Willy              | junto a Michael Crawford, Ben Vereen, Benji Gregory, Elisabeth Moss y Paul Eiding                    |
| 1993 | When Love Kills: The Seduction of John H. | Gary Black         | junto a Gary Cole, Marg Helgenberger, Gregg Henry, Michael Jeter, Shirley Knight y Nick Searcy       |
| 1993 | Jonny's Golden Quest                      | Jonny Quest        | junto a Ed Gilbert, George Hearn, Whit Hertford, Meredith MacRae y Anndi McAfee                      |
| 1991 | The Last Halloween                        | Michael            | junto a Rhea Perlman, Michael D. Roberts, Richard Moll y Eugene Roche                                |
| 1991 | Dutch                                     | Teddy              | junto a Ed O'Neill, Ethan Embry, JoBeth Williams, Christopher McDonald, Ari Meyers y Elizabeth Daily |
| 1990 | Menu for Murder                           | Chad Henshaw       | junto a Jane Carr, Julia Duffy, Morgan Fairchild, Marla Gibbs, Ed Marinaro y Casper Van Dien         |
| 1990 | Miracle Landing                           | David Kornberg     | junto a Connie Sellecca, Wayne Rogers, Nancy Kwan, James Cromwell y Armin Shimerman                  |

### Videos musicales
| Año  | Artista   | Canción                                                          | Notas                                                           |
| ---- | --------- | ---------------------------------------------------------------- | --------------------------------------------------------------- |
| 2000 | Bon Jovi  | "It's My Life"                                                   | apareció en el video musical como Tommy - junto a Shiri Appleby |
| 1994 | Meat Loaf | "Objects in the Rearview Mirror May Appear Closer Than They Are" | apareció en el video musical                                    |

### Apariciones
| Año  | Programa                                 | Notas                                                    |
| ---- | ---------------------------------------- | -------------------------------------------------------- |
| 2005 | Pet Star                                 | 2 episodios - juez                                       |
| 2003 | Jeopardy!                                | episodio "2003 Celebrity Jeopardy! Game 3" - concursante |
| 1993 | Circus of the Stars Gives Kids the World | artista - trapecista                                     |